# 汪兆銘政権の行政区分
本記事では、1940年（民国29年）3月から1945年（民国34年）8月にかけて存在した汪兆銘政権（南京国民政府）の行政区分を概説する。
1940年3月30日、汪兆銘は親日勢力を集結し南京市において中華民国国民政府の成立を宣言、蔣介石を中心とする重慶国民政府との決別を図った。この後、日本の敗戦により政権が崩壊するまで、7省4市を管轄していた。
汪兆銘政権では省・県の二級制を採用、省を地方行政の最高組織と規定し国民政府と同様に、主席1名と委員9から11名の合議制を採用した。1941年（民国30年）1月に米英に対し宣戦布告したのちは戦時体制に移行し、同年1月20日には最高国防会議第2次会議において行政機構の一本化を進めることとし、合議制の廃止及び省長制度の施行を実施することで、行政における責任所在の明確化と効率化が図られた。また同年1月28日の最高国防会議第3次会議では秘書処及び民政庁が廃止され政務庁に業務統合、5月20日には清郷委員会が廃止されると各省には行政督察専員公署が設置された。

## 省級行政機関
1941年（民国30年）1月20日の省長設置以降、省公署には民政、財政、建築、教育、工務、地政、衛生局が設置された。

## 華北政務委員会
汪兆銘政権の地方行政区画のひとつに華北政務委員会がある。これは旧中華民国臨時政府を改編したものであり、地方自治を原則とし華北地区を統治するものであり、当初は委員長の王克敏の下に、内務、財政、治安、教育、実業、建設の各総署及び政務庁、秘書庁が設置された。

## 特別市
特別市には市長の下に、2から4名の参事、秘書処及び財政、社会、工務、教育、警察、経済、衛生の7局が設置された。

## 下部行政区画
- 江蘇省
- 浙江省
- 安徽省
- 湖北省
- 広東省
- 江西省
- 淮海省
- 南京特別市
- 上海特別市
- 漢口特別市
- 廈門特別市（中国語版）